# Paul Kritsch
Paul Kritsch (* 26. März 1947 in Klosterneuburg; † 14. Februar 2009 in Salzburg) war ein österreichischer Offizier des Österreichischen Bundesheeres, zuletzt Generalmajor.

## Leben
Paul Kritsch rückte 1968 beim Ausbildungsregiment 8 in die Rainerkaserne als Einjährig-Freiwilliger in das Österreichische Bundesheer ein und setzte seine Ausbildung in Hörsching beim Fliegerausbildungsbataillon fort. Er absolvierte die Theresianische Militärakademie und wurde im Anschluss als Flugmeldeoffizier beim Verband der Großraumradarstation Kolomannsberg versetzt.
Zudem studierte er von 1974 bis 1978 neben seinem Beruf Kunstgeschichte und Politikwissenschaften an der Universität Salzburg und schloss mit dem Akademischen Grad Magister ab.
1979 bis 1982 absolvierte Kritsch an der Landesverteidigungsakademie die Generalstabsausbildung und war dann als Referent für das Projektmanagement zur Luftraumüberwachung Goldhaube beschäftigt. 1984 bis 1986 war er Chef des Stabes der Einsatzzentrale Basisraum in Sankt Johann im Pongau und von 1987 bis 1998 Kommandant der Luftraumüberwachung des Bundesheeres.
Von 1998 bis 2002 war Kritsch als Kommandant der Fliegerdivision und von Dezember 2002 bis Oktober 2005 als Nachfolger von Roland Ertl als Divisionär 10. Militärkommandant des Landes Salzburg in Salzburg tätig. In dieser Funktion folgte ihm Brigadier Karl Berktold.
Zuletzt leitete er die Gruppe Prozess- und Ergebniskontrolle im Bundesministerium für Landesverteidigung in Wien.
Paul Kritsch verstarb überraschend an einem Herzinfarkt, den er beim Schneeschaufeln erlitten hatte und wurde am Salzburger Kommunalfriedhof unter militärischen Ehren beigesetzt.
Er war mit seiner Frau Gudrun verheiratet und hatte zwei Söhne.

## Auszeichnungen (Auszug)
- 1997 erhielt er das Große Ehrenzeichen für Verdienste um die Republik Österreich[2].
- 2004 wurde er Landeshauptfrau Gabi Burgstaller mit dem Goldenen Ehrenzeichen des Landes Salzburg ausgezeichnet.